# Сноуборд-кросс
Сноуборд-кросс (также бордер-кросс или борд-кросс) (англ. Snowboard cross) — спортивная дисциплина сноуборда, в которой на специально подготовленной трассе состязаются в скорости от  четырёх до шести спортсменов одновременно. C 2006 года входит в программу зимних Олимпийских игр.
Соревнования проводятся на трассе с перепадом высот 100—240 м, шириной не менее 30 м и с уклоном 15—18°. На трассе должны присутствовать разнообразные рельефные фигуры: валы, валики, трамплины, спайны и повороты (контруклоны). На трассе стоят вешки (хорошо гнущиеся палки, чаще всего из пластика), флажки, стойки. Трассу чаще всего выделяют цветными полосами, которые рисуют с помощью баллончика с краской. Трасса должна быть огорожена, чтобы новички не заезжали на неё. Количество и расположение фигур определяется установщиком трассы, но должно быть включено как можно большее количество вариантов, причём, таким образом, чтобы спортсмены при прохождении трассы постоянно наращивали скорость.
Все участники соревнований участвуют в квалификации — однократном или двукратном одиночном прохождении трассы на скорость. По итогам квалификации распределяются места в финальных группах (стартовый номер 1 получает спортсмен с лучшим результатом квалификации и т. д.). После проведения квалификации проводится финал в котором участвуют 48 мужчин/24 женщины/6 человек в каждом финале либо 32 мужчины/16 женщин/4 человека в каждом финале. Первые 3 спортсмена (6 спортсменов в каждом финале) или 2 спортсмена (4 в финале) переходят из круга в круг, как определено их местом на финише в каждом финале.